# Oposició Sindical Obrera
Oposició Sindical Obrera (OSO) va ser un sindicat clandestí pròxim al Partit Comunista d'Espanya que va tenir la seva major implantació durant el Franquisme a la fi de la dècada de 1950 i principis de la de 1960. Molts dels seus membres van participar en les eleccions sindicals de 1963 amb l'objecte d'infiltrar-se en el sindicat vertical, entre ells Marcelino Camacho, pel que es pot considerar a aquest sindicat un viver de quadres de les primeres Comissions Obreres. Aquesta organització té com únic precedent sindical d'orientació comunista a Espanya la Confederació General de Treballadors Unitària (CGTU), escindida de la Unió General de Treballadors durant la Segona República. En decantar-se el Partit Comunista d'Espanya per Comissions Obreres cau en l'òrbita del Front Revolucionari Antifeixista i Patriota (FRAP). Es dissoldria dintre de l'Associació Obrera Assembleària.